# 聖ステファノの石打ち (レンブラント)
『聖ステファノの石打ち』（せいステファノのいしうち、仏: La Lapidation de saint Etienne, 英: The Stoning of Saint Stephen）は、17世紀オランダ黄金時代の巨匠レンブラント・ファン・レインが19歳であった1625年に制作した絵画である。画家の最初の作品の1つで、板上に油彩で描かれている。作品は現在、リヨン美術館に所蔵されている。

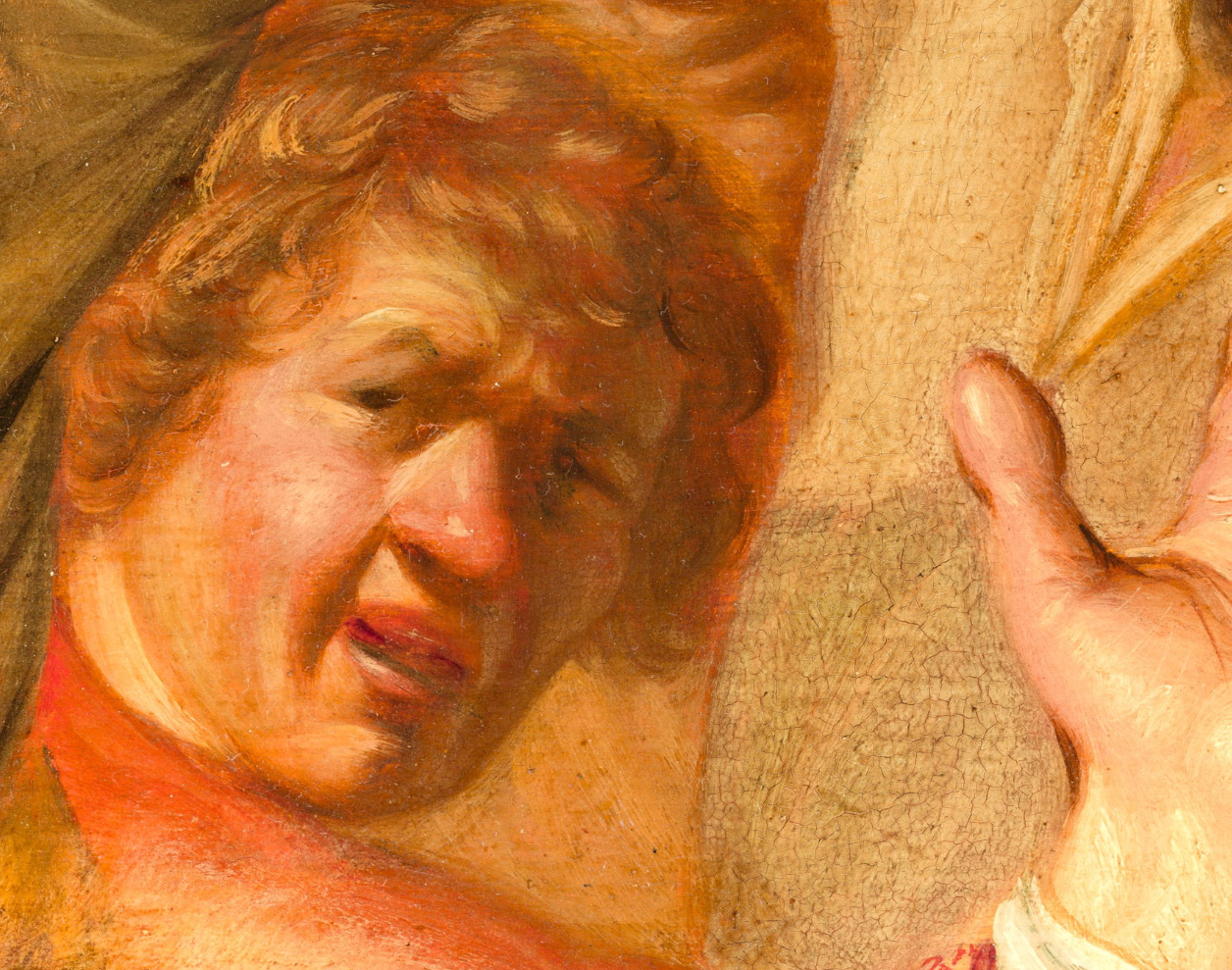
聖ステファノと、頭上に大きな岩を抱えている男の間に見える人物は、現存するレンブラントの最初の自画像である。

## 背景と主題
レンブラントは、1623年か翌年、ピーテル・ラストマンのもとでの6ヵ月の修業後、レイデンに戻って独立の画家となった。彼はラストマンの教えを完全に身につけ、最初期の一連の作品を通じてラストマンの革新的な様式をレイデンに移植することになる。1625年の年記のある本作は、ラストマン好みの大型の板に描かれている。主題は、「使徒言行録」(6:5-7:60) に語られている聖ステファノの殉教である。エルサレムの初期キリスト教会の、この若い助祭は、石打ちによる死刑を宣告された。画面に描かれているのは、ステファノが町の外で多くの拷問者 (約20人) により石を投げられ、彼の周囲の光が天国が開かれていることを示す中、神への最後の言葉を口にしている瞬間である。この主題は、プロテスタント家庭出身のレンブラントのものとしては奇妙である。カトリックの「救済の仲介者」としての聖人崇拝を、オランダで支配的であったカルヴァン派は固く禁じていたからである。しかし、ステファノは特別に厚遇された人物で、最初期の殉教者として崇敬されてきた。過去と現在の類比に慣れ親しんでいた17世紀の鑑賞者にとって、ステファノの運命は、自らの信仰ゆえに迫害された初期の宗教改革者の勇気を思い起こさせたに違いない。

## 作品

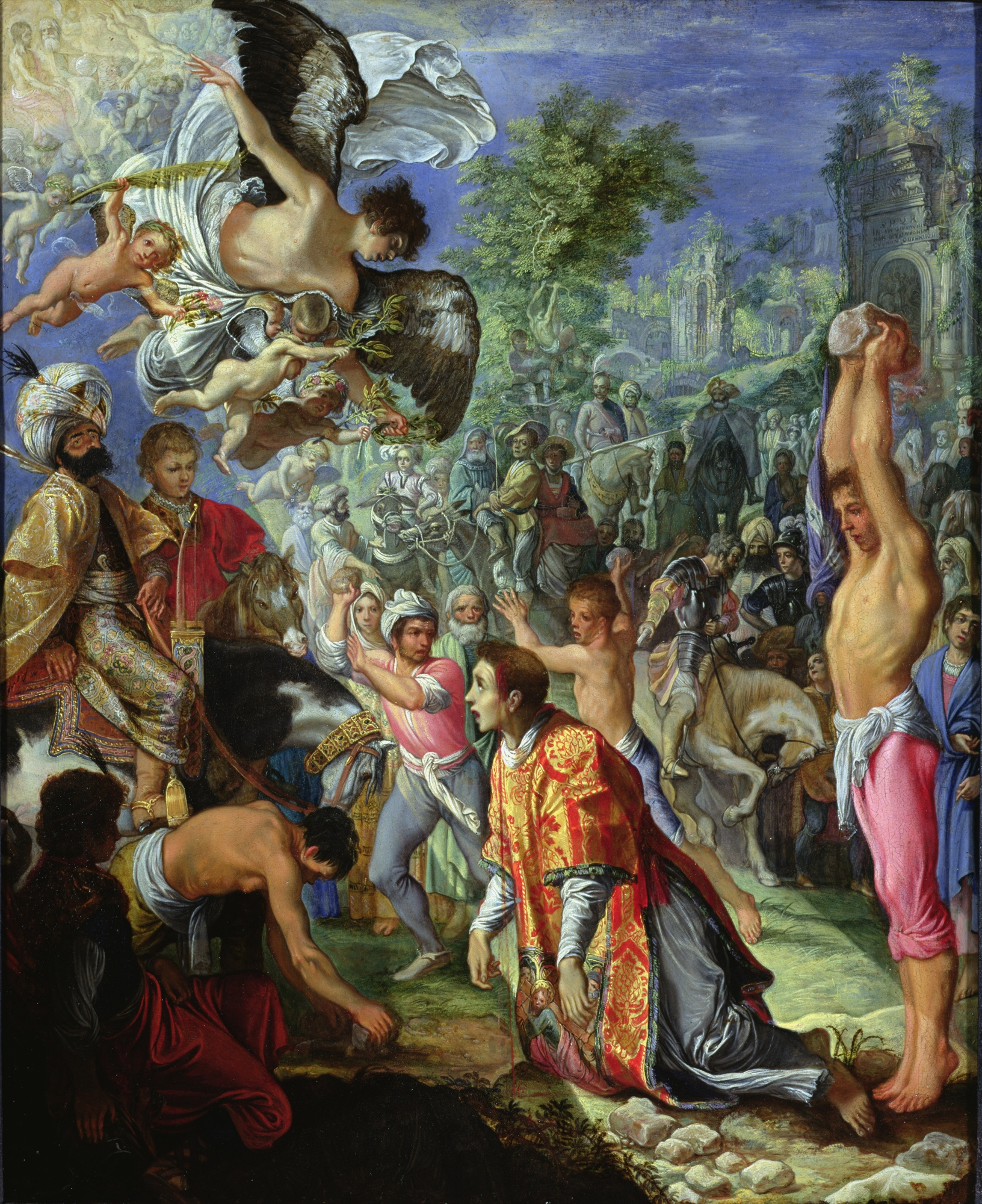
アダム・エルスハイマー『聖ステファノの石打ち』(1603-1604年頃) スコットランド国立美術館

本作を描くのに際し、レンブラントは、構図が巧みで古代的な趣に富んだラストマンの一連の絵画を参考にした。現存せず、模写1枚だけが残っているラストマンの『聖ステファノの石打ち』をレンブラントが知っていたのは確かであるが、カラヴァッジョとアダム・エルスハイマーの芸術の影響をより受けている。エルスハイマーの同主題作品は、本作の直接的な手本となっている。ラストマン自身もローマ滞在中、ローマで活動していたエルスハイマーから受けた影響の大きさは、明るい色彩や布地の質感豊かな描法に明瞭に示されている。レンブラントも、エルスハイマーから、膝まづく聖人を上方から照らす斜めの光線を取り入れ、筋骨隆々たる刑吏たち、ステファノのきらめく祭服、ローマ人騎兵の姿を借用している。
絵画は、キアロスクーロの効果を生み出す対角線によって2つのはっきりとした部分に分けられる。左側には馬上の人物が影の中におり、右側にはステファノと彼の迫害者が光の中にいる。狭い空間に奥行きを生み出すこの「ルプソワール」と呼ばれる陰影表現の工夫は、エルスハイマーの絵画でも活用されているが、これはカラヴァッジョや17世紀初頭のローマの画家から学んだものであろう。
背景には、サウルとタルススが膝上に迫害者たちの上着を載せて座っているのが見える。ステファノの背後の人物は、ディエゴ・ベラスケスの『ラス・メニーナス』 (プラド美術館) のように大きな構図の中に挿入された自画像のように見える 。ジョン・ダーハム (John Durham) は、レンブラントは、「自身をいくぶん驚いたような存在、 起きている出来事を吟味しているような参加者として提示している」と述べている。
絵画は、レンブラントの7つもの異なる自画像を表しているとも主張されている。

## レンブラントの聖ステファノのエッチング

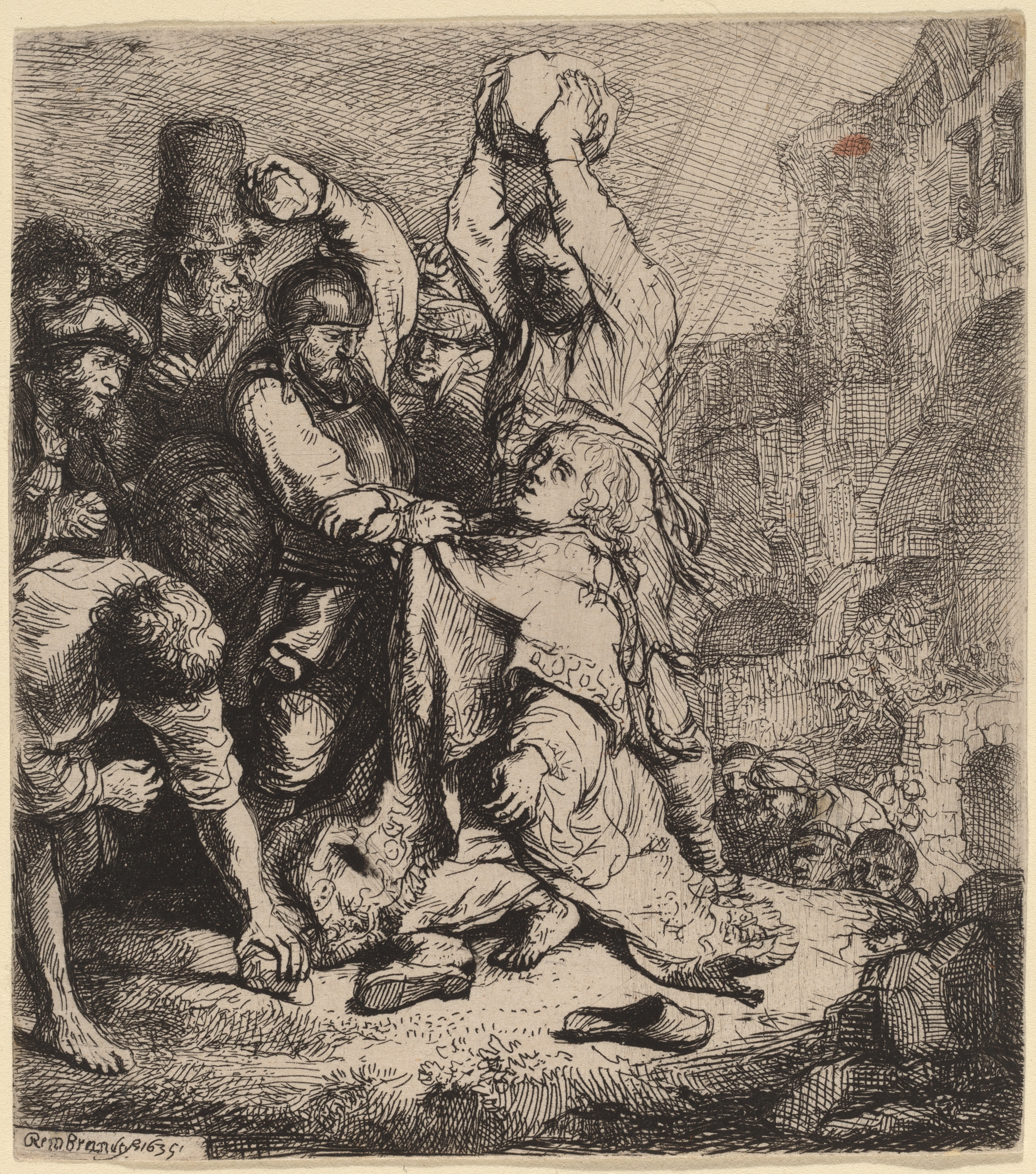
レンブラント晩年のエッチング、ナショナル・ギャラリー (ワシントン)